# Martin Pražan
Martin Pražan (* 1995) ist ein tschechischer Unihockeyspieler, der beim schweizerischen Nationalliga-A-Verein UHC Uster unter Vertrag steht.